# Fuso eCanter
Der Fuso eCanter (Herstellerschreibweise FUSO eCanter) ist ein Elektrolastkraftwagen in der Klasse leichter Nutzfahrzeuge der Mitsubishi Fuso Truck and Bus Corporation, an welcher der Nutzfahrzeug-Hersteller Daimler Truck aus Leinfelden-Echterdingen einen Anteil von 89,29 Prozent hält.
Der Fuso eCanter, eine Variante des Fuso Canter, hat ein zulässiges Gesamtgewicht von 7,49 Tonnen und eine Nutzlast von 4,5 Tonnen. Der Elektromotor hat eine Leistung von 115 kW.
Der Kleinlaster wurde 2016 erstmals vorgestellt und die ersten Exemplare wurden 2017 ausgeliefert. Daimler möchte 2017 und 2018 zunächst 500 Fahrzeuge produzieren und plant für 2019 mit dem Beginn einer Großserienproduktion.

## Vorstellung
Der Kleinlaster wurde auf der IAA Nutzfahrzeuge 2016 in Hannover vorgestellt und repräsentiert die dritte Entwicklungsgeneration des Projektes Mitsubishi Fuso Canter 3S13 E-Cell. Es wurde damals eine Permanent-Synchronmaschine mit einer Leistung von 185 kW / 251 PS sowie einem Drehmoment von 380 Newtonmetern verwendet. Die Kraft wurde über ein Einganggetriebe auf die Hinterachse übertragen.
Daimler und Fuso feierten am 14. September 2017 in New York den Start der Auslieferung von 3 Exemplaren des fertig entwickelten eCanter aus der Kleinserienproduktion an den großen Paketlieferdienst United Parcel Service, in dem sie unter anderem in Zusammenarbeit mit dem Büro des Attorney General des Bundesstaates New York, Eric Schneiderman, den emissionsfreien Laster an 8 staatliche und sonstige Non-Profit-Organisationen, wie etwa den Botanischen Garten von New York, übergaben.

## Technik und Produktion

### Fahrgestell

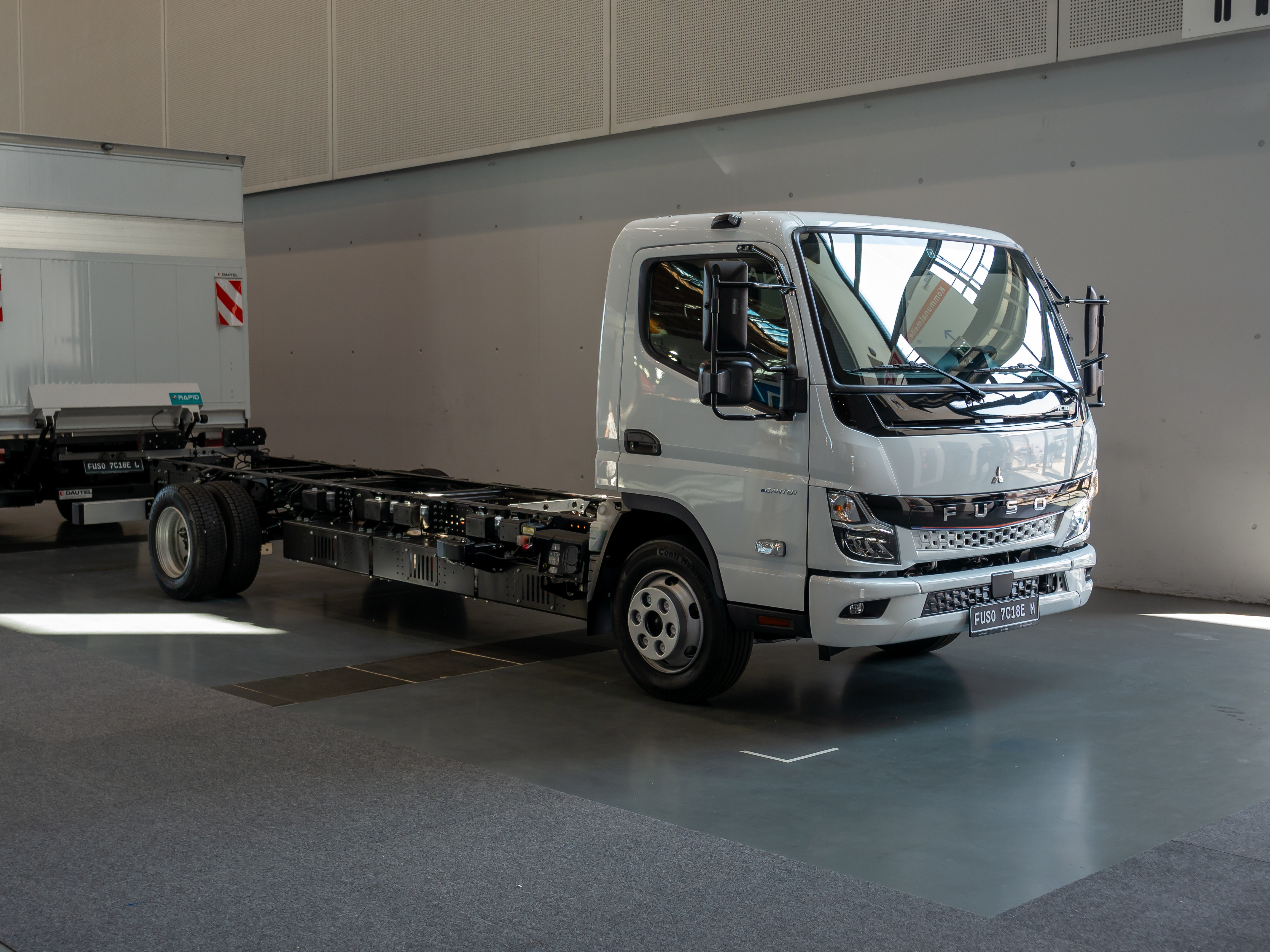
Fahrgestell mit Kabine des eCanter

Das Fahrgestell des Fuso eCanter beruht zum Start der Kleinserienproduktion 2017 auf der 8. Generation des Mitsubishi Fuso Canter in der 7,5-Tonnen-Ausführung mit einer möglichen Zuladung auf dem Chassis von 4,5 Tonnen.

### Antrieb und Batterie
Der Elektromotor leistet 115 kW mit einem Drehmoment von 390 Newtonmeter, die wie bei Elektromotoren üblich von der ersten Umdrehung an zur Verfügung stehen. Die Fahrbatterie besteht aus jeweils 112 kg schweren Batteriepaketen, die wiederum aus 100 Lithium-Ionen-Zellen mit einer Kapazität von 13,8 kWh pro Paket aufgebaut sind. Je nach Konfiguration können bis zu 6 einzelne wassergekühlte Batteriepakete zu einer Gesamtkapazität von 82,8 kWh und maximal 420 Volt Spannung verschaltet werden. Damit soll eine Reichweite von 100 km möglich sein. Die Batterie kann mit Wechselstrom, etwa über Nacht, in 9 Stunden zu 80 Prozent geladen werden. Mit Gleichstrom kann über einen EU-konformen CCS-Typ-2-Lader in einer Stunde 80 Prozent der Kapazität geladen werden.

### Produktion
Die Kleinserienproduktion des eCanter startete im japanischen Hauptwerk von Mitsubishi Fuso in Kawasaki am 7. Juli 2017.
Die Kleinserienproduktion in Europa startete am 27. Juli 2017 im Fuso-Werk Tramagal in Portugal in Anwesenheit von Portugals Präsident Marcelo Rebelo de Sousa und von Marc Llistosella (Präsident und CEO der Mitsubishi Fuso Truck and Bus Corporation) sowie Werkleiter Jorge Rosa. Der Ecanter wird in Linie mit dem konventionellen Canter Leicht-Lkw gefertigt. Die speziellen Komponenten für den elektrischen Antriebsstrang werden in Stationen parallel der Produktionslinie eingebaut.